# Steve Locher
Steve Locher (ur. 19 września 1967 w Salins) – szwajcarski narciarz alpejski, brązowy medalista igrzysk olimpijskich i mistrzostw świata.

## Kariera
Po raz pierwszy na arenie międzynarodowej Steve Locher pojawił się w 1985 roku, kiedy wystąpił na mistrzostwach świata juniorów w Jasnej. Zajął tam 39. miejsce w zjeździe i 31. miejsce w gigancie. W zawodach Pucharu Świata zadebiutował w 1989 roku. Pierwsze pucharowe punkty wywalczył 23 stycznia 1990 roku w Veysonnaz, zajmując trzynaste miejsce w gigancie. Na podium zawodów tego cyklu po raz pierwszy stanął 29 stycznia 1990 roku w Val d’Isère, zwyciężając w supergigancie. W zawodach tych wyprzedził bezpośrednio Francuza Armanda Schiele i Austriaka Günthera Madera. W najlepszej trójce plasował się jeszcze ośmiokrotnie, odnosząc przy tym kolejne dwa zwycięstwa: 19 grudnia 1993 roku w Alta Badia i 27 października 1996 roku w Sölden był najlepszy w gigancie. Ostatni raz na podium stanął 14 marca 1999 roku w Sierra Nevada, zajmując drugie miejsce w tej samej konkurencji. Najlepsze wyniki osiągnął w sezonie 1996/1997, kiedy zajął 15. miejsce w klasyfikacji generalnej, a w klasyfikacji giganta był czwarty. Zajął też między innymi czwarte miejsce w kombinacji w sezonie 1992/1993.
W 1992 roku wystartował na igrzyskach olimpijskich w Albertville, zdobywając brązowy medal w kombinacji. Po zjeździe do kombinacji zajmował dwunaste miejsce, tracąc do prowadzącego Jana Einara Thorsena z Norwegii 1,56 sekundy. W slalomie uzyskał drugi czas, co dało mu trzeci łączny wynik i brązowy medal. Na podium wyprzedzili go jedynie dwaj reprezentanci Włoch: Josef Polig oraz Gianfranco Martin. Był też między innymi dwunasty w tej konkurencji na rozgrywanych dwa lata później igrzyskach w Lillehammer oraz szósty w gigancie podczas igrzysk olimpijskich w Nagano w 1998 roku. W międzyczasie wystąpił na mistrzostwach świata w Vail w 1999 roku, gdzie zajął trzecie miejsce w gigancie. Wyprzedzili go tylko Norweg Lasse Kjus i Marco Büchel z Liechtensteinu. Był też między innymi czwarty w tej konkurencji na rozgrywanych dwa lata wcześniej mistrzostwach świata w Sestriere, gdzie walkę o podium przegrał z Austriakiem Andreasem Schiffererem o 0,03 sekundy. Kilkukrotnie zdobywał medale mistrzostw Szwajcarii, w tym złoty w gigancie w 1998 roku. W 2002 roku zakończył karierę.

## Osiągnięcia

### Igrzyska olimpijskie
| Miejsce | Dzień     | Rok  | Miejscowość | Konkurencja | Czas biegu | Strata    | Zwycięzca            |
| ------- | --------- | ---- | ----------- | ----------- | ---------- | --------- | -------------------- |
| 3.      | 11 lutego | 1992 | Albertville | Kombinacja  | 14,58 pkt  | +3,58 pkt | Josef Polig          |
| DNF     | 18 lutego | 1992 | Albertville | Gigant      | 2:06,98    | -         | Alberto Tomba        |
| DNF     | 22 lutego | 1992 | Albertville | Slalom      | 1:44,39    | -         | Finn Christian Jagge |
| 12.     | 15 lutego | 1994 | Lillehammer | Kombinacja  | 3:17,53    | +3,68     | Lasse Kjus           |
| DNF     | 23 lutego | 1994 | Lillehammer | Gigant      | 2:52,46    | -         | Markus Wasmeier      |
| 14.     | 16 lutego | 1998 | Nagano      | Supergigant | 1:34,82    | +1,80     | Hermann Maier        |
| 6.      | 19 lutego | 1998 | Nagano      | Gigant      | 2:38,51    | +1,79     | Hermann Maier        |

### Mistrzostwa świata
| Miejsce | Dzień       | Rok  | Miejscowość   | Konkurencja | Czas biegu | Strata     | Zwycięzca                |
| ------- | ----------- | ---- | ------------- | ----------- | ---------- | ---------- | ------------------------ |
| DNF     | 22 stycznia | 1991 | Saalbach      | Slalom      | 1:55,38    | -          | Marc Girardelli          |
| 6.      | 23 stycznia | 1991 | Saalbach      | Supergigant | 1:26,73    | +2,33      | Stephan Eberharter       |
| 5.      | 30 stycznia | 1991 | Saalbach      | Kombinacja  | 16,28 pkt  | +26,75 pkt | Stephan Eberharter       |
| 5.      | 8 lutego    | 1993 | Morioka       | Kombinacja  | 34,22 pkt  | +29,12 pkt | Lasse Kjus               |
| 8.      | 10 lutego   | 1993 | Morioka       | Gigant      | 2:15,36    | +2,86      | Kjetil André Aamodt      |
| 30.     | 13 lutego   | 1996 | Sierra Nevada | Supergigant | 1:21,80    | +2,60      | Atle Skårdal             |
| 5.      | 23 lutego   | 1996 | Sierra Nevada | Gigant      | 1:58,63    | +1,99      | Alberto Tomba            |
| 21.     | 3 lutego    | 1997 | Sestriere     | Supergigant | 1:29,68    | +1,85      | Atle Skårdal             |
| 4.      | 12 lutego   | 1997 | Sestriere     | Gigant      | 2:48,23    | +1,48      | Michael von Grünigen     |
| 7.      | 2 lutego    | 1999 | Vail          | Supergigant | 1:14,53    | +0,74      | Hermann Maier Lasse Kjus |
| 3.      | 12 lutego   | 1999 | Vail          | Gigant      | 2:19,31    | +1,48      | Lasse Kjus               |

### Mistrzostwa świata juniorów
| Miejsce | Dzień     | Rok  | Miejscowość | Konkurencja | Czas biegu | Strata | Zwycięzca          |
| ------- | --------- | ---- | ----------- | ----------- | ---------- | ------ | ------------------ |
| 39.     | 28 lutego | 1985 | Jasná       | Zjazd       | 1:18,01    | +4,53  | Giorgio Piantanida |
| 31.     | 2 marca   | 1985 | Jasná       | Gigant      | 2:17,55    | +9,50  | Robert Žan         |

### Puchar Świata

#### Miejsca w klasyfikacji generalnej
- sezon 1989/1990: 42.
- sezon 1990/1991: 56.
- sezon 1991/1992: 19.
- sezon 1992/1993: 17.
- sezon 1993/1994: 21.
- sezon 1994/1995: 48.
- sezon 1995/1996: 23.
- sezon 1996/1997: 15.
- sezon 1997/1998: 25.
- sezon 1998/1999: 16.
- sezon 1999/2000: 36.
- sezon 2000/2001: 44.
- sezon 2001/2002: 78.

#### Zwycięstwa w zawodach
1. Val d’Isère – 29 stycznia 1990 (supergigant)
2. Alta Badia – 19 grudnia 1993 (gigant)
3. Sölden – 27 października 1996 (gigant)

#### Pozostałe miejsca na podium
1. Alta Badia – 15 grudnia 1991 (gigant) – 2. miejsce
2. Vail – 19 marca 1994 (gigant) – 3. miejsce
3. Val d’Isère – 16 grudnia 1996 (supergigant) – 3. miejsce
4. Alta Badia – 22 grudnia 1996 (gigant) – 2. miejsce
5. Tignes – 26 października 1997 (gigant) – 2. miejsce
6. Sierra Nevada – 14 marca 1999 (gigant) – 2. miejsce